# Музей Енгра
Музей Енгра — музей в місті Монтобан, що збеігає художні і меморіальні речі французького художника Жана-Огюста-Домініка Енгра (1780—1867).

## Передісторія

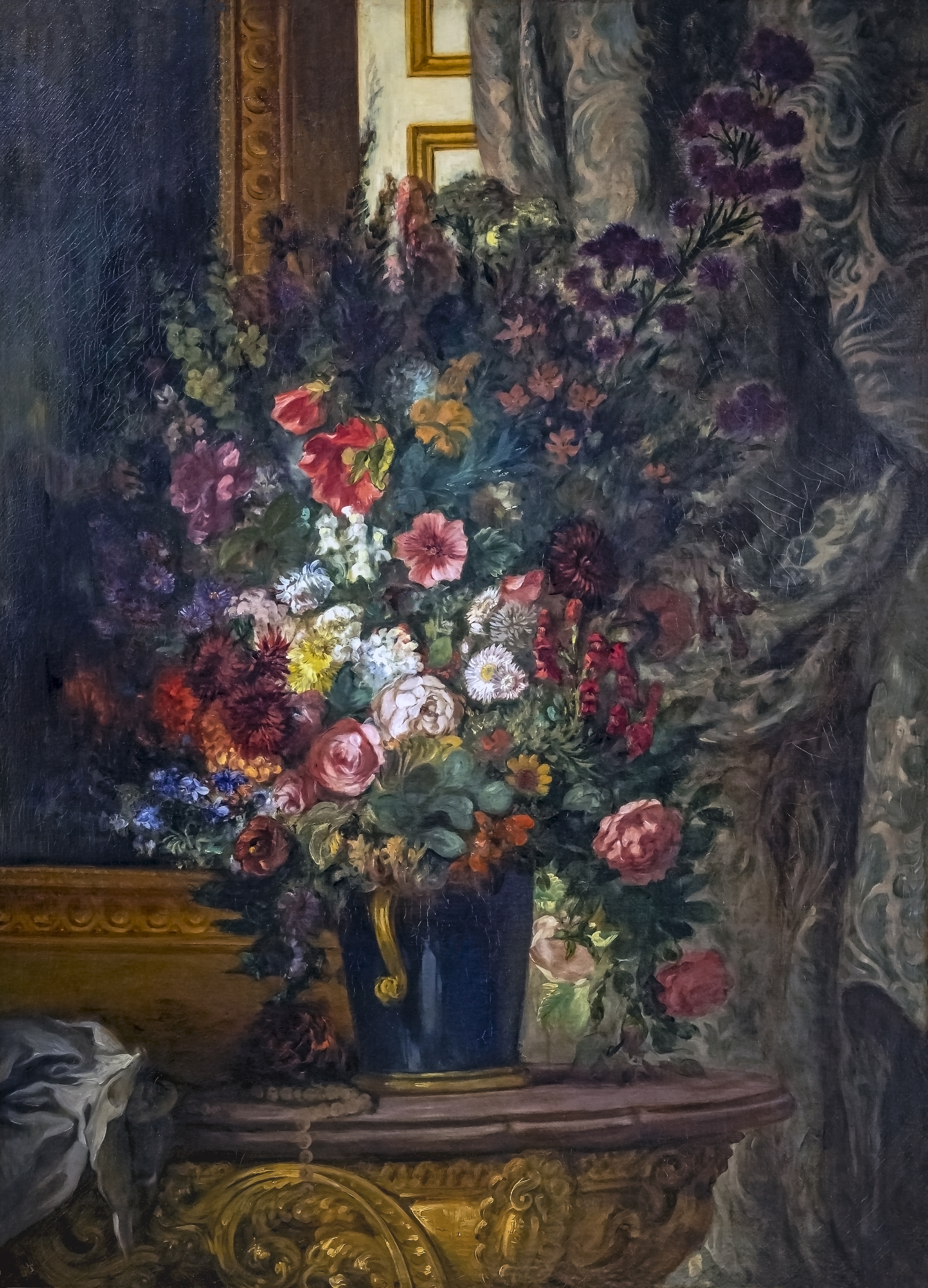
Ежен Делакруа. «Квіти», до 1850 р., Музей Енгра.

Енгр покинув рідне місто 1797 року, аби продовжити художнє навчання в Парижі. Він прибув у Монтобан роки потому вже художником із досвідом. 1826 року він брав участь в розташуванні вівтарного образу «Обітниця короля Людовика XIII» у місцевому катедральному соборі.
Енгр добре вибудував стосунки із урядом міста, незважаючи на власну відсутність. 1844 року мешканці міста назвали одну з вулиць його ім'ям, а 1863 р. передали йому пам'ятну золоту медаль.
Вдячний художник 1851 року передав у подарунок муніциплітету Монтобана пятьдесят (50) власних творів.
В родині Енгра не було дітей. Спадкоємцем власних творів і майна художника був призначений учень і помічник майстра — Арман Камбон (1819—1885). По смерті Енгра Арман Камбон перебрався у Монтобан і передав у музей низку творів художника, серед яких були картини, декілька папок з малюнками і графічними копіями творів Рафаеля Санті, меморіальні речі художника і його скрипку.
Невеличкий музей мав до цього лише малу збірку художніх творів, передану місту 1843 року мсьє де Мортарю (1768—1849), колишнім мером міста. Передача в музей майна художника, історичного живопису і портретів його пензля перетворила музейну збірку в унікальний художньо-меморіальний музей в провінції. Сюди перевезли і архів художника, і твори інших художників, котрі зібрав Енгр за життя.

## Приміщення музею

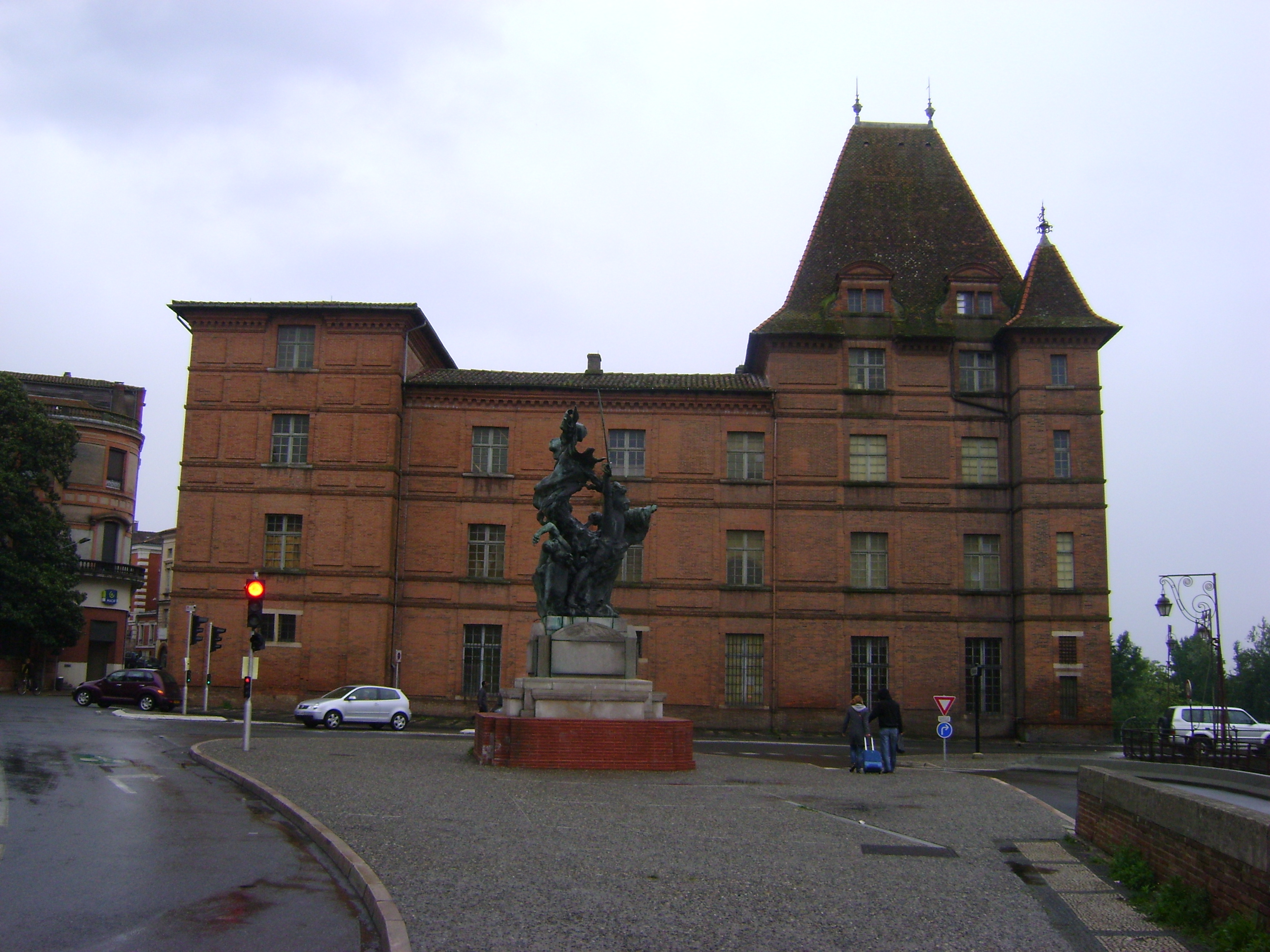
Музей Енгра, фасад на площу

Споруда музею набагато старіша за музейний заклад. Колись це був палац місцевого єпископа, вибудований з червоної цегли у 17 столітті. В роки французької революції 1789—1793 рр. палац націоналізували і передали під мерію з 1789 року.
Збірку Жозефа Віалета де Мортарю і картини Енгра первісно розташували в залі першого поверху. Близько 1862 р. директором музею призначили Армана Камбона, котрий суттєво збільшив музейну збірку. В музей передали також твори батька Енгра, провінційного художника і скульптора. Внутрішній дворик музею прикрасили скульптурами Енгра-батька, первісно призначеними для парку багатої родини Бельвез-Фулон. В 20 столітті збірка скульптур була збільшена за рахунок передачі в музей творів Антуана Бурделя, уродженця Монтобана.
В роки 2-ї світової війни зали музею Енгра використали для збереження картин з Лувру, вивезених з захопленого німецьким фашистами Парижа.
Музейна споруда була осучаснена обережними ремонтами і додачею сучасних комунікацій без переробки старовинних інтер'єрів у 1951 та 1958 рр. (водогін, електрика тощо).

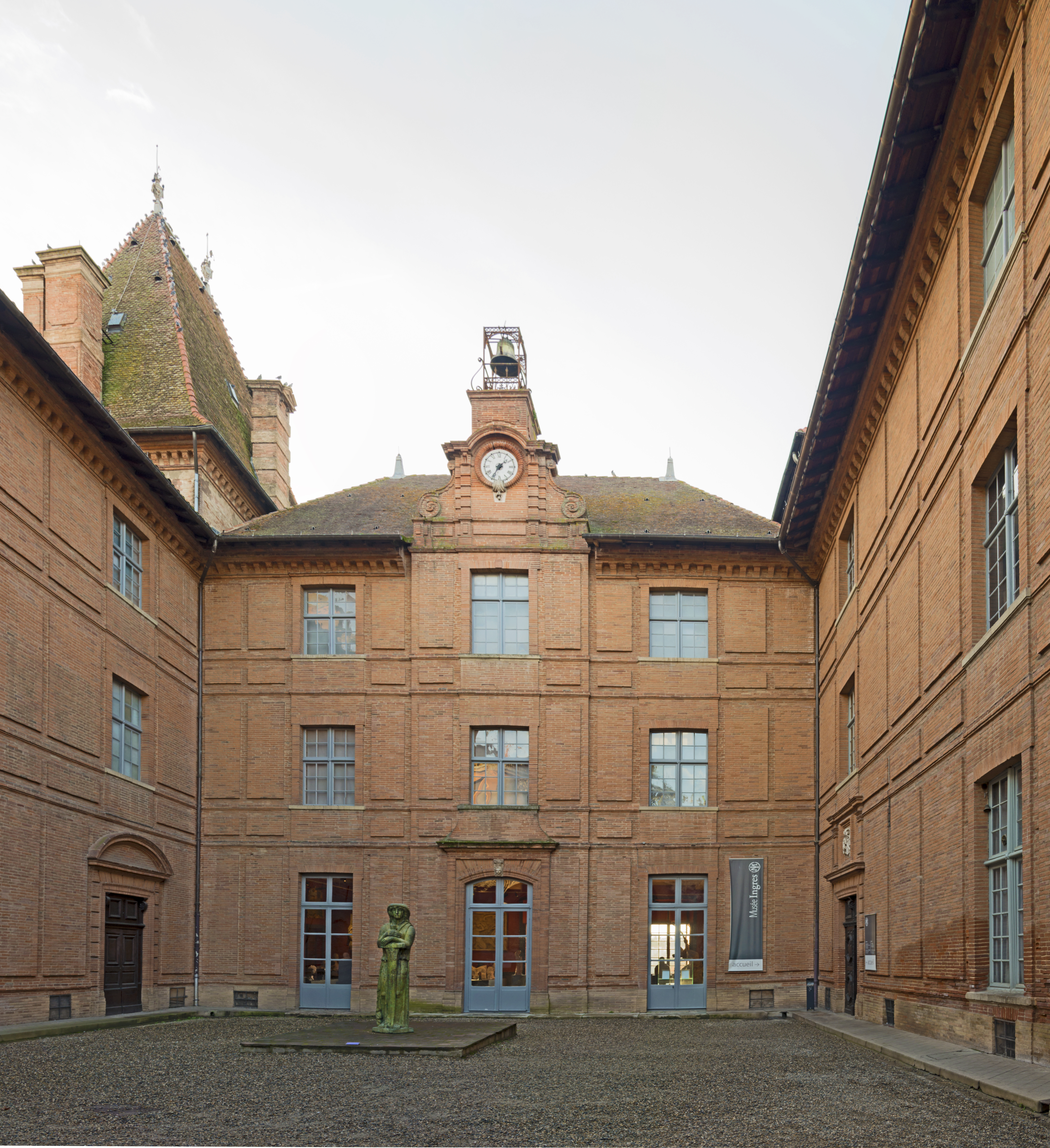
Внутрішній дворик
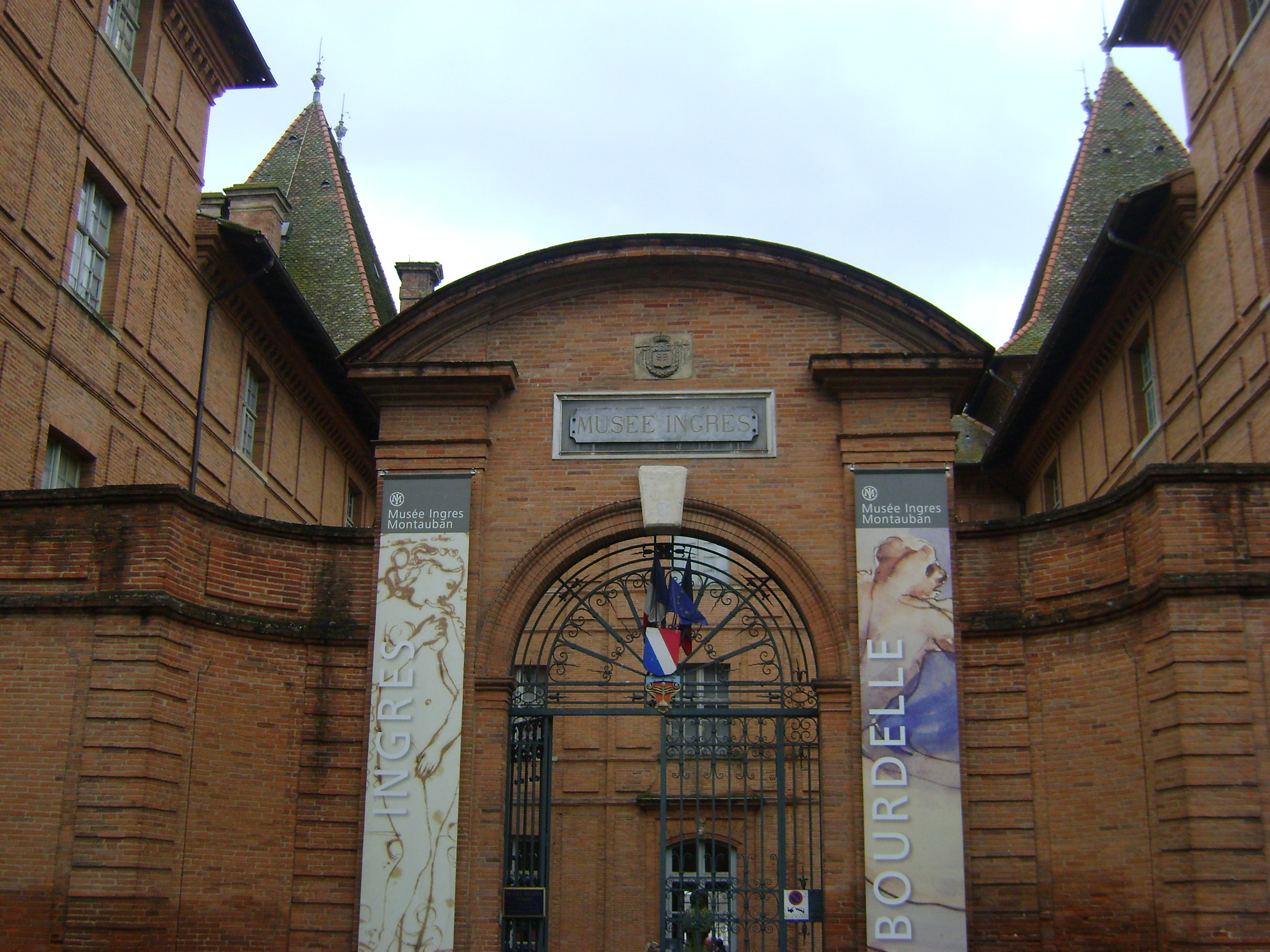
Головна брама колишнього палацу
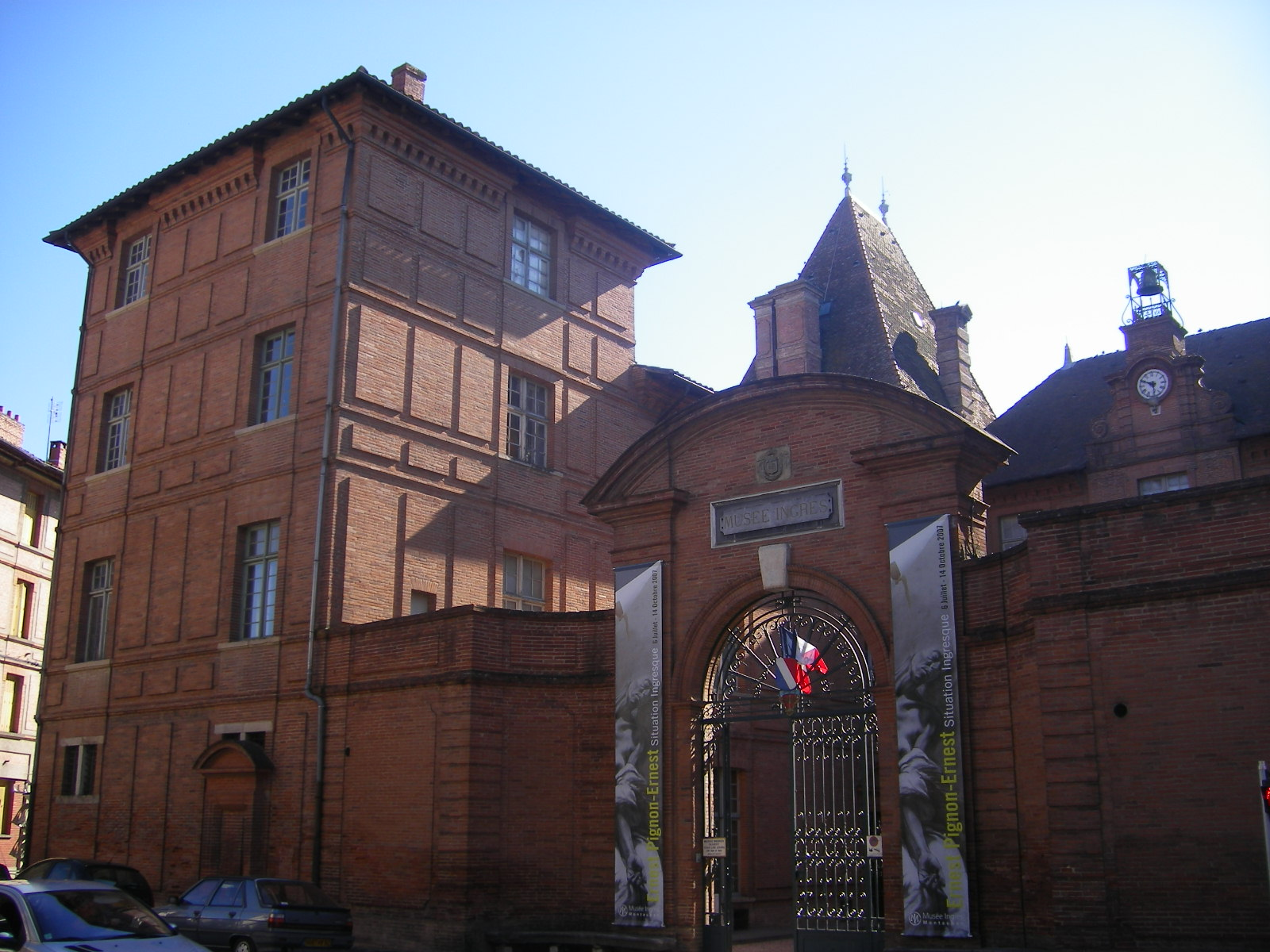
Головна брама і бічний павільйон колишнього палацу
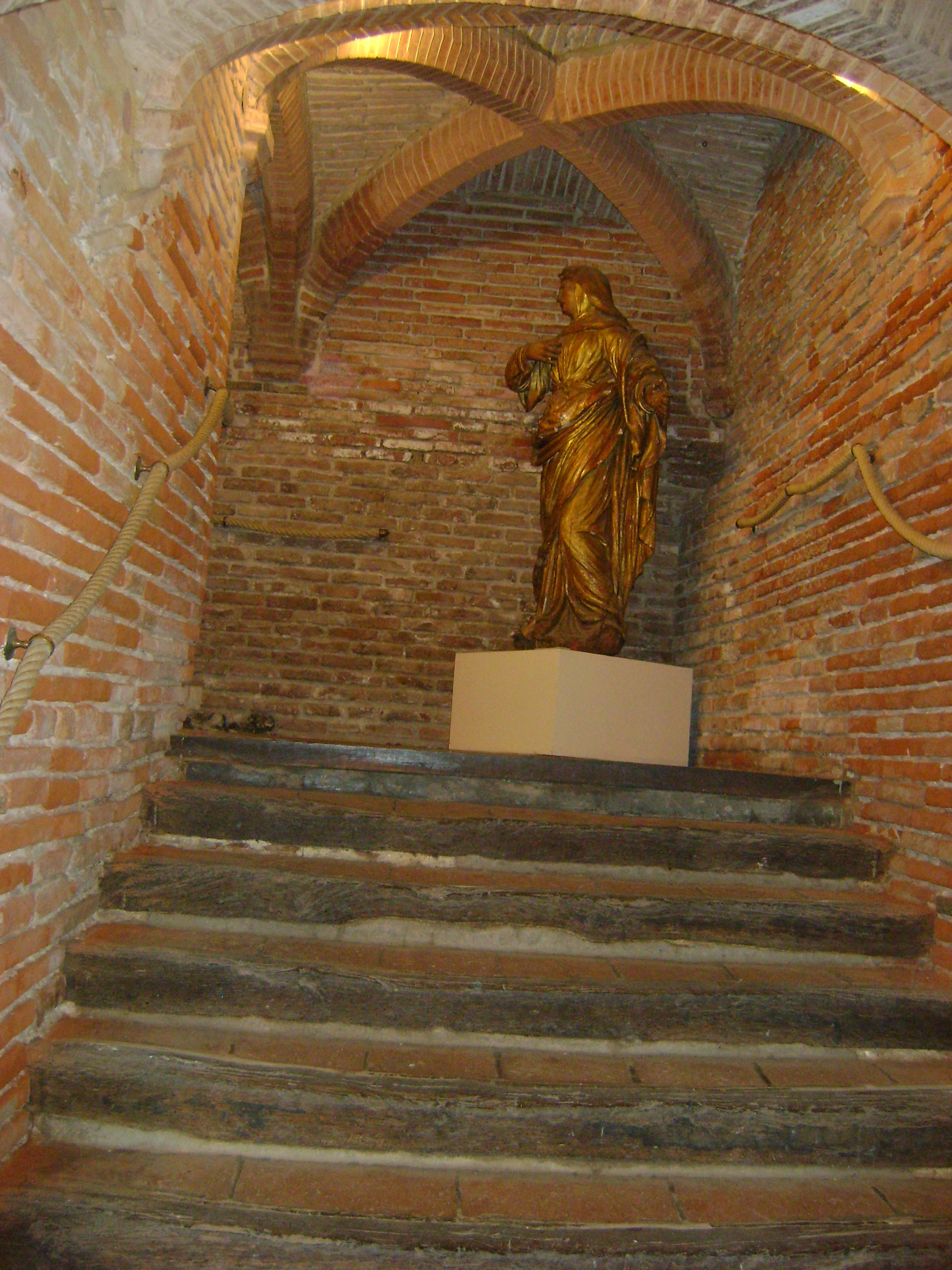
Склепіння сходової клітки

## Вибрані експонати музею
- «Автопортрет Енгра» (живопис, оригінал)
- Портрети батьків художника (живопис, оригінал)
- ескізи Енгра (живопис, оригінали)
- «Роже рятує Анжеліку» (живопис, копія)
- «Сон Оссіана» (живопис, оригінал)
- «Портрет мсьє Бельвез-Фулона» (живопис, оригінал)
- «Автопортрет Енгра», (копія оригінала 1804 р. пензля Армана Камбона)
- Малюнки Енгра до портрета мадам Муатесьє.

Загальна кількість малюнків Энгра в музеї сягає чотирьох тисяч п'ятсот семи (4507). Вони різного рівня мистецької вартості, але є надзвичайним мистецьким скарбом музейної збірки. Малюнки потребують умов збереження і демонструються тільки на тимчасових виставках.
- Графічні копії роботи Енгра з картин і композицій Рафаеля Санті
- Малюнки з оголеною натурою римського періоду митця
- Картини пензля А. Камбона («Алегорія Республіки» 1848 р., «Гален» 1864 р.)
- Античні погруддя (голова Ерота, голова Антиноя)
- збірка античних ваз кількістю п'ятдесят чотири (54) зразки, придбані художником в роки перебування в Римі і Італії.
- Гіпсові відливки з майстерні Енгра
- історичні меблі
- невелика нотна бібліотека художника тощо.

## Галерея вибраних експонатів
L'Image et le Pouvoir — Tête d'Antinoüs.jpg

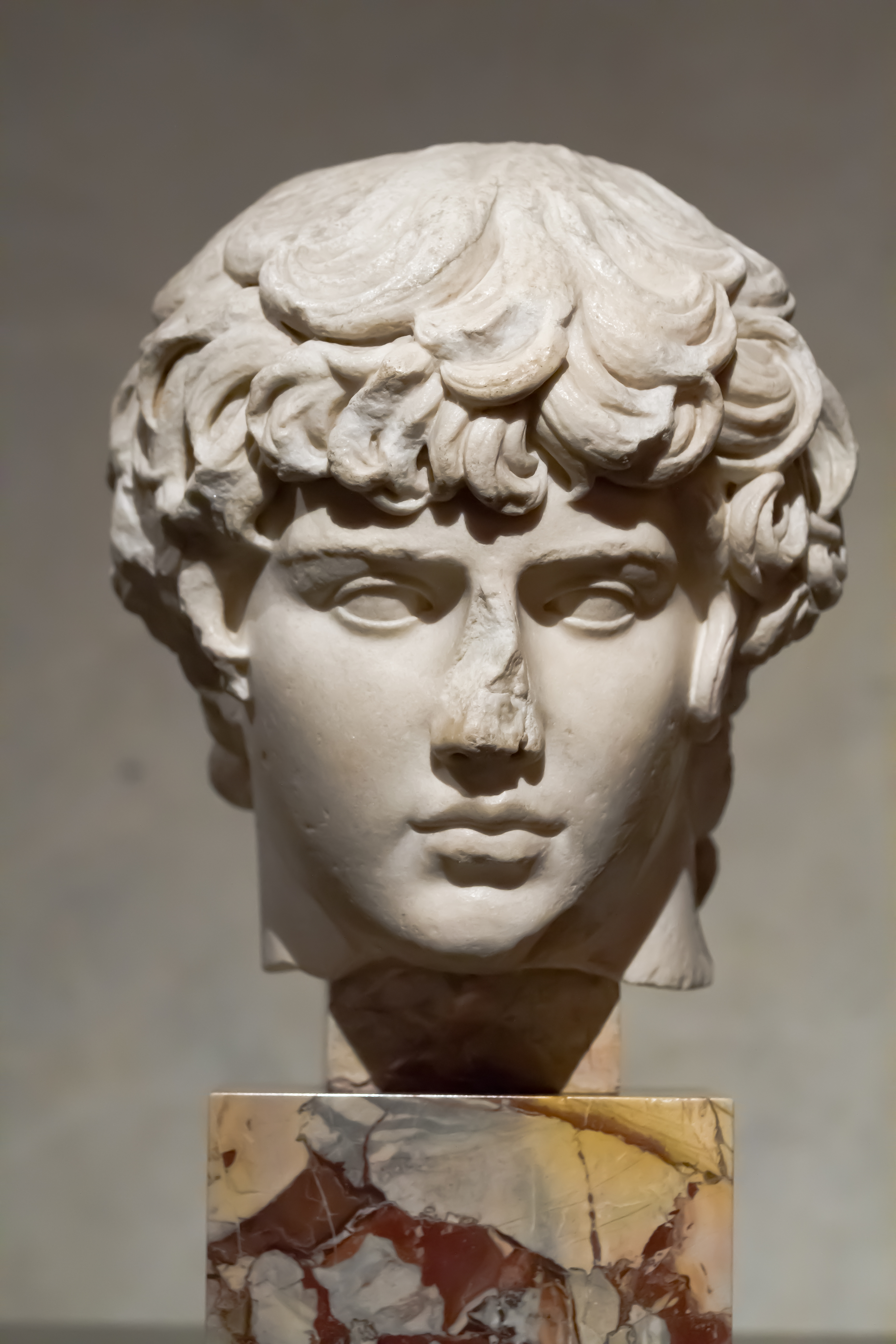
«Голова Антиноя», римська копія
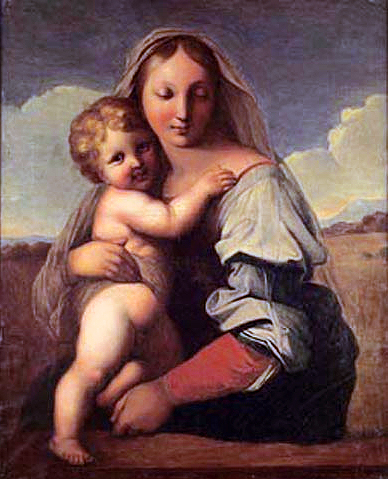
Енгр. копія мадонни Рафаеля олійними фарбами
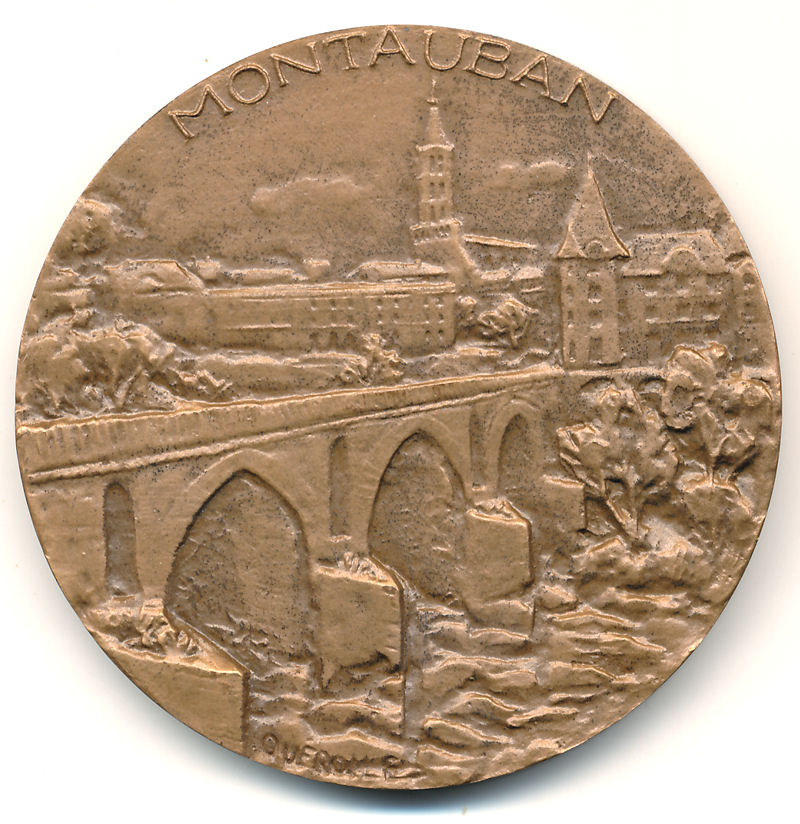
Антуан Бурдель (?). Медаль «Музей Енгра. Монтобан», датована 1968 р.
- Бартоломео Скедоні. «Алегорія Надії», бл.1610 року.